# Polewoje (Kaliningrad)
Polewoje (russisch Полевое, deutsch Mahnsfeld) ist ein Ort in der russischen Oblast Kaliningrad. Er gehört zur kommunalen Selbstverwaltungseinheit Stadtkreis Gurjewsk im Rajon Gurjewsk.

## Geographische Lage
Das Dorf liegt in der historische Region Ostpreußen, 14 Kilometer südsüdwestlich der Stadt Kaliningrad (Königsberg).

## Geschichte

Mahnsfeld, südsüdwestlich von Königsberg, auf einer Landkarte von 1910

Die ehemals Mahnsfeld genannte Landgemeinde wurde urkundlich erstmals 1488 als Mansfelt erwähnt. Bekannt wurde der Ort auch durch die Mahnsfeldsche Mühle, einer Wassermühle südlich des Dorfkerns am Nordufer des Flüsschens Frisching (russisch: Prochladnaja), das hier heute die Grenze zum benachbarten Rajon Bagrationowsk (Kreis Preußisch Eylau) bildet.
In der Zeit zwischen 1874 und 1945 war Mahnsfeld Amtsdorf und damit namensgebender Ort eines Amtsbezirks. 
Mahnsfeld gehörte im Jahr 1945 zum Landkreis Samland im Regierungsbezirk Königsberg der preußischen Provinz Ostpreußen des Deutschen Reichs. Bis 1939  hatte das Dorf zum Landkreis Königsberg (Preußen) gehört.
Infolge des Zweiten Weltkrieges kam Mahnsfeld 1945 mit dem nördlichen Ostpreußen besatzungsrechtlich unter die Verwaltung der Sowjetunion. Im Jahr 1950 erhielt der Ort die russische Bezeichnung Polewoje und wurde gleichzeitig dem Dorfsowjet Zwetkowski selski Sowet im Rajon Kaliningrad zugeordnet. Später gelangte der Ort in den Nowomoskowski selski Sowet im Rajon Gurjewsk. Von 2008 bis 2013 gehörte Polewoje zur Landgemeinde Nowomoskowskoje selskoje posselenije und seither zum Stadtkreis Gurjewsk.

### Einwohnerentwicklung
| Jahr | Einwohner |
| ---- | --------- |
| 1910 | 560       |
| 1933 | 524       |
| 1939 | 520       |
| 2002 | 115       |
| 2010 | 99        |

## Verkehr
Anschluss an das Straßennetz besteht über die Kommunalstraße 27K-089, welche die Oblasthauptstadt mit Swetloje (Kobbelbude) verbindet (ehemalige deutsche Reichsstraße 126). Nach Polowoje führt auch die Kommunalstraße 27K-090 von Kaliningrad. Die Autobahn Berlinka führt nordwestlich an Polewoje vorbei.
Die nächste Bahnstation (mit Anschluss an die Kaliningrader Elektritschka) ist das fünf Kilometer entfernte Golubewo (Seepothen) an der Bahnstrecke Kaliningrad–Mamonowo (frühere Preußische Ostbahn).

### Amtsbezirk Mahnsfeld (1874–1945)
Am 30. April 1874 wurde Mahnsfeld namensgebender Ort und Amtssitz des neu errichteten Amtsbezirks Mahnsfeld, zu dem anfangs zwei Landgemeinden und fünf Gutsbezirke gehörten:
| Deutscher Name             | Russischer Name                       | Bemerkungen                                      |
| -------------------------- | ------------------------------------- | ------------------------------------------------ |
| Landgemeinden:             |                                       |                                                  |
| Mahnsfeld                  | Polewoje                              |                                                  |
| Ramsen                     | Saretschnoje                          |                                                  |
| Gutsbezirke:               |                                       |                                                  |
| Dopsattel                  | Oktjabrskoje, seit 1993: Saretschnoje | 1928 in eine Landgemeinde umgewandelt            |
| Hinterwalde                |                                       | 1928 in die Landgemeinde Ramsen eingegliedert    |
| Karplauken                 |                                       | 1928 in die Landgemeinde Dopsattel eingegliedert |
| Kobbelbude                 | Swetloje                              | 1928 in eine Landgemeinde umgewandelt            |
| Milgen                     |                                       | 1928 in die Landgemeinde Dopsattel eingegliedert |
| ab 14. Mai 1930: Wernsdorf | Podlesnoje                            | gehörte vorher zum Amtsbezirk Gollau             |

Am 1. Januar 1945 waren dem Amtsbezirk Mahnsfeld noch fünf Gemeinden zugeordnet: Dopsattel (heute russisch: Saretschnoje), Kobbelbude (Swetloje), Mahnsfeld (Polewoje), Ramsen (Saretschnoje) und Wernsdorf (Podlesnoje, heute nicht mehr existent).

## Kirche

### Kirchengebäude
Die Mahnsfelder Kirche aus dem Jahre 1819 – ein Nachfolgebau der ehemaligen Ordenskirche – existiert nicht mehr. Sie kam zwar unbeschädigt durch den Zweiten Weltkrieg, verfiel dann jedoch rapide aufgrund zweckentfremdeter Nutzung als Lagerhalle. 1958 wurde das ehemalige Gotteshaus abgerissen, und auf seinen Fundamenten entstand erneut eine Lagerhalle. Lediglich das Kriegerdenkmal für die Gefallenen des Ersten Weltkrieges, das vor der Kirche stand, hat sich erhalten.

### Kirchengemeinde
Mahnsfeld war schon in vorreformatorischer Zeit ein Kirchdorf, und die Reformation hielt hier schon relativ früh Einzug. Früher der Inspektion des Königsberger Oberhofpredigers zugeordnet, war Mahnsfeld mit seiner überwiegend evangelischen Bevölkerung bis 1945 ein Pfarrdorf im Kirchenkreis Königsberg-Land I innerhalb der Kirchenprovinz Ostpreußen der Kirche der Altpreußischen Union.
Heute liegt Polewoje im Einzugsgebiet der Auferstehungskirchengemeinde in Kaliningrad (Königsberg). Sie ist der Propstei Kaliningrad der Evangelisch-lutherischen Kirche Europäisches Russland (ELKER) zugeordnet.

### Kirchspielorte
Zum Kirchspiel Mahnsfeld gehörten bis 1945:
| Deutscher Name | Russischer Name |  | Deutscher Name | Russischer Name |  |
| -------------- | --------------- |  | -------------- | --------------- |  |
| Charlottenhof  | Bugrino         |  | Mahnsfeld      | Polewoje        |  |
| Dopsattel      | Saretschnoje    |  | Milchbude      | NN.             |  |
| Hinterwalde    | NN.             |  | Milgen         |                 |  |
| Johannisberg   | NN.             |  | Ramsen         | Saretschnoje    |  |
| Kobbelbude     | Swetloje        |  | Schäferei      |                 |  |
| Karplauken     | NN.             |  | Wernsdorf      | Podlesnoje      |  |

### Pfarrer (bis 1945)
Von der Reformationszeit bis 1945 amtierten in Mahnsfeld als evangelische Geistliche die Pfarrer:
| - Stephan Zöllner, 1569–1593 - Martin N., - Johann Buchowius, bis 1623 - Peter Buchowius, 1624 - Jacob Gabius, 1629 - Wilhelm Schultz, 1652 - Christoph Malichius, bis 1652 - Johann Christoph Heckenberg, 1666–1679 - Michael Surckowius, ab 1679 - Georg Falck, 1696–1738 - Johann Georg Hofmann, 1738–1772 - Michael Chr. Pilchowski, 1772–1787 - Johann Christoph Prellwitz, 1788–1800 | - Johann Jacob Feggler, 1800–1835 - Heinrich Becker, 1835–1867 - Albert Fr. Wilh. H. Herford, 1867–1882 - Friedrich Zimmer, 1882–1884 - Carl Rudolf Theodor Colberg, 1884–1886 - Karl Eugen K. Broscheit, 1887–1897 - Gustav Ernst Grämer, 1898–1911 - Eberhard Neumann, 1911–1914 - Friedrich Otto Baehr, 1915–1933 - Kurt Gräber, 1936 - Friedrich Rzadtki, 1936–1940 - Christoph Scherus, 1940–1942 - Manfred Wilde von Wildemann, 1942–1945 |

### Kirchenbücher
Von den Kirchenbüchern haben zahlreiche Dokumente den Krieg überlebt und befinden sich heute im Evangelischen Zentralarchiv in Berlin-Kreuzberg
- Taufen aus den Jahren 1833 bis 1944
- Trauungen aus den Jahren 1839 bis 1944
- Beerdigungen aus den Jahren 1843 bis 1944.

## Persönlichkeiten des Ortes

### Mit dem Ort verbunden
- Friedrich Zimmer (1855–1919), Gründer des Evangelischen Diakonievereins (1894) sowie mehrerer Erziehungs- und Bildungseinrichtungen für junge Mädchen, war von 1882 bis 1884 Pfarrer in Mahnsfeld